# La Mamma (design)
Pour les articles homonymes, voir La Mamma, UP et Donna.
Up 5 et  Up 6 ensemble indissociable de deux pièces d'ameublement, plus connu sous l'appellation commune de La Mamma, est un objet de design de Gaetano Pesce, imaginé en 1968 et présenté l'année suivante à Milan. Ce meuble reçoit également de multiples autres noms tels « Up5&6 », « Big Mama », la « Donna », « Fauteuil Up », « Up 5 et Up 6, Donna », H5&6 chair, ou encore « Up 50 » pour la version rééditée en 2019. Objet en mousse polyuréthane constitué de deux parties monobloc, un fauteuil et un pouf qui lui est relié, il reste l’œuvre la plus célèbre du designer italien.

## Préambule
Au début des années 1960, le chimiste Bayer développe une mousse polyuréthane à base d'une nouvelle résine, permettant la création de diverses formes, de façon simple. Dès le milieu de la décennie, l'éditeur italien de design C&B s’empare et investit dans les possibilités offertes par cette évolution. L'entreprise propose alors à Gaetano Pesce, intéressé par les nouvelles technologies et le potentiel qu'elles offrent, d'expérimenter ce matériau : il développe la « Serie UP ».

## Historique

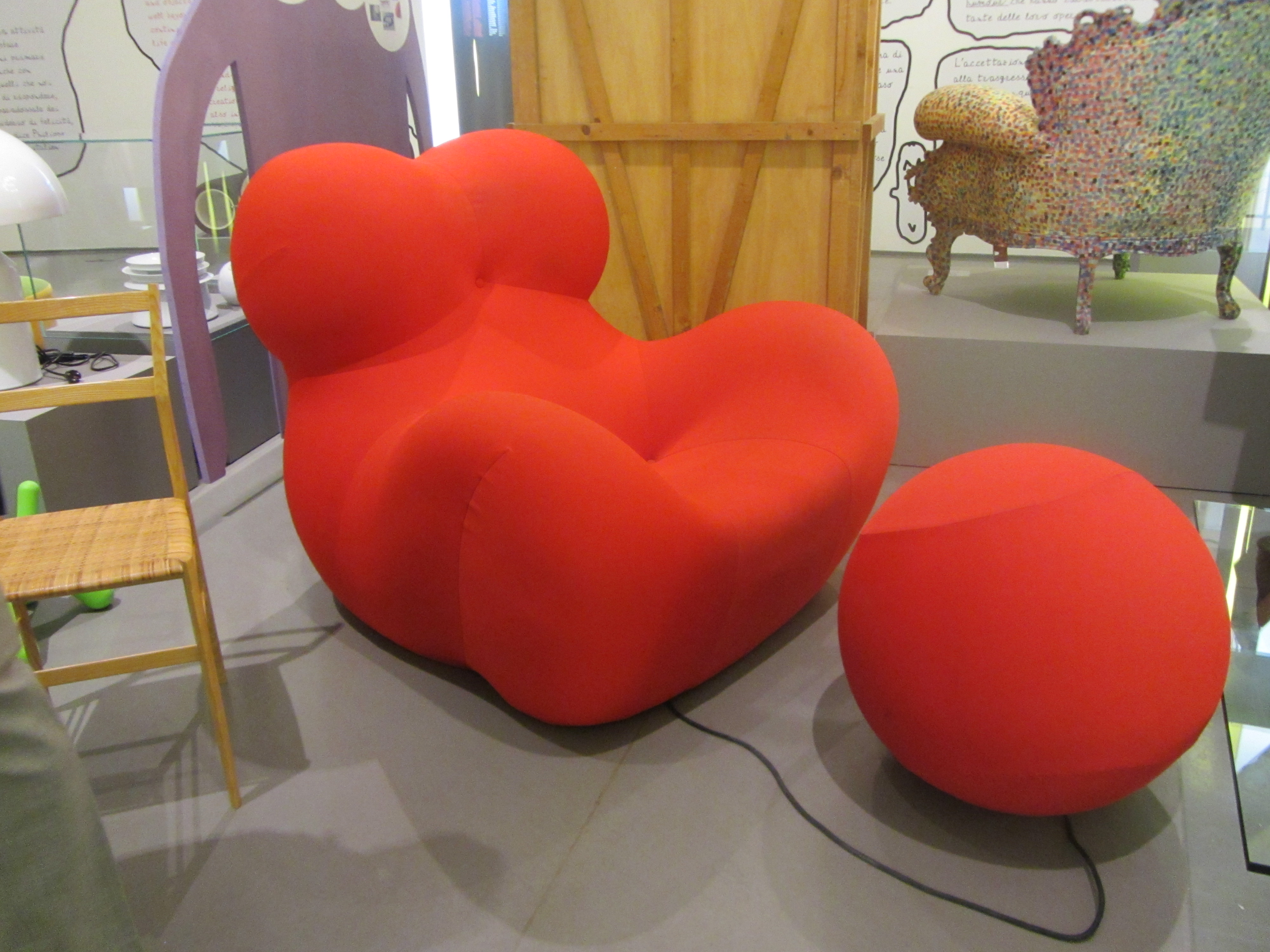
Fauteuil UP 5&6.

H5&6 chair est à la fois inspiré de déesses de la fertilité mais aussi de l'éponge qu'utilise Gaetano Pesce dans sa douche en 1968. La compression de l'éponge permet de réduire le volume de stockage et à transporter. 
Par cet objet, le designer exprime « sa vision de la femme à travers les courbes généreuses de son fauteuil », sa forme voulant symboliser « la poitrine et les hanches d’une femme ». Avec le pouf rond, second élément du fauteuil, le créateur précise qu'il a « eu envie de donner à ce fauteuil une forme féminine avec un boulet au pied, qui représente également l’image traditionnelle du prisonnier ». Il souhaite dénoncer ainsi, par une  « métaphore de la condition féminine », l’aliénation des femmes,,. « J’aime les objets utiles comme le mobilier ou les luminaires que je transforme en éléments militants » précise-t-il. 
Lors de sa présentation au salon du meuble de Milan en 1969, l'objet fait scandale. Cinquante ans plus tard, le meuble est reproduit sous forme de sculpture à l'extérieur de ce même salon.
Dès l'époque de sa présentation, le meuble du jeune designer (il a alors moins de trente ans), rencontre le succès. Il reste depuis une icône du design italien, et son œuvre la plus célèbre. 

### Description
La Mamma n'a pas de structure porteuse et est constituée d'un unique bloc, simplifiant le transport du siège auquel est lié un pouf par un cordon symbolisant une chaine. Son volume se voit réduit en le comprimant sous vide dans un emballage hermétique. Une fois posé à l'endroit voulu, l'acheteur débarrasse l'emballage du siège, ainsi celui-ci se gonfle doucement et reprend sa forme et taille initiale, grâce à l’air qui pénètre dans les alvéoles de la mousse polyuréthane.

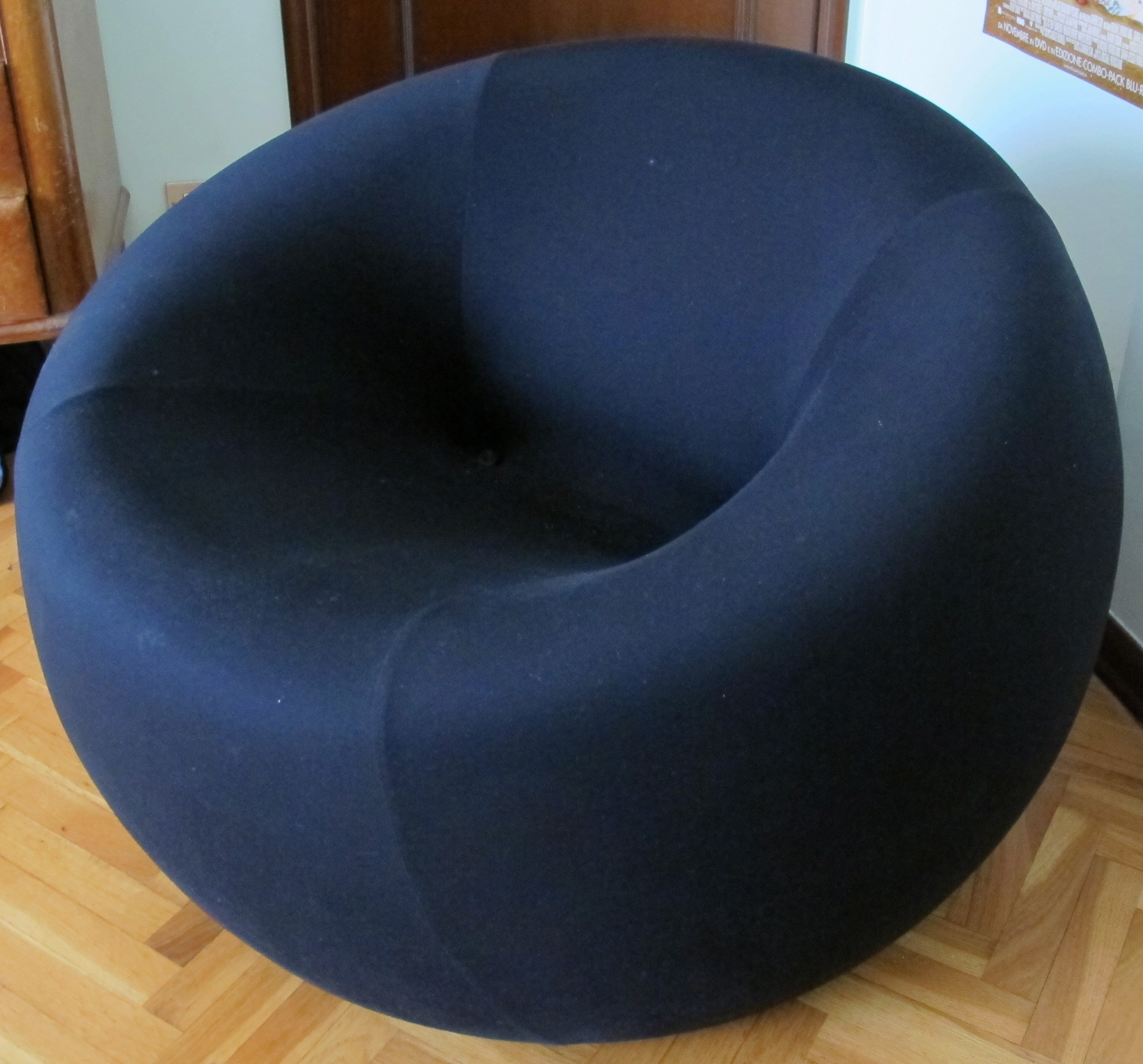
UP1, autre fauteuil de la « Serie UP ».

Édité à l'origine par C&B,il est supprimé du catalogue en 1973 à cause de la présence de gaz Fréon. Il réapparait en 2000, fabriqué en Bayfit et commercialisé par B&B Italia (it),, avec également une version pour les enfants plusieurs années après.

#### «Serie UP»
La Mamma fait partie de la « Serie UP » du créateur, composée de sept pièces,.
Le pouf UP6 inspire le design de UP3, sorte de version simplifiée d'UP1. Une variante d'UP3 devient UP4, un canapé deux places, ainsi qu'UP2 pour une autre version inspirée. La série se termine par UP7, sorte de reproduction en forme de pied géant.